# Гриффит, Эшли Пол
Эшли Пол Гриффит (англ. Ashley Paul Griffith; род. 1979) — австралийский и итальянский серийный педофил-насильник. Признал вину в 307 из 1623 преступлений сексуального насильственного характера, совершённых против 60 детей до 10 лет (возраст 23 из возможных жертв был от года до пяти лет).
Эшли Пол Гриффит работал в детских садах Австралии (Сидней и Брисбен) и Италии (Пиза) и как минимум с 2003 года совершал сексуальное насилие против детей. В августе или октябре 2022 года Гриффит был арестован за производство материалов с детским секс-насилием. В 2023 году ему были предъявлены обвинения в совершении 1623 преступлений против более чем девяноста детей. Чтение приговора, которое заняло судье два часа, Гриффит встретил бесстрастно. В итоге преступник признал вину в 307 преступлениях, которые он совершил против 60 детей. В тюрьме во сне Гриффиту сокамерник вылил на голову кипяток с джемом, и он получил ожоги.